# Shailene Woodley
Shailene Diann Woodley (n. 15 noiembrie 1991) este o actriță americană. Pentru rolul Alexandrei King din Descendenții (2011) a câștigat premiul Independent Spirit pentru cea mai bună actriță în rol secundar și a fost nominalizată la Globurile de Aur.
Este cunoscută pentru interpretarea eroinei adolescente Beatrice Prior din seria Divergent.